# School of Rock (Fernsehserie)
School of Rock ist eine US-amerikanische Jugend-Sitcom, die von ein paar musikbegeisterten Teenagern handelt, die ihre musikalische Leidenschaft mit einem „falschen“ Aushilfslehrer ausleben. Jedoch darf die Schuldirektion nichts von der rockigen Musikleidenschaft der Teenager erfahren. Deswegen landen die etwa 12-jährigen Teenager oft in kniffligen Situationen.
Die Serie wurde im August 2014 von Nickelodeon bestellt. Sie basiert auf dem Spielfilm School of Rock, die Besetzung ist jedoch eine andere. Die Erstausstrahlung fand am 12. März 2016 auf Nickelodeon statt. Seit dem 12. September 2016 wird die Serie in Deutschland ausgestrahlt. Eine zweite Staffel debütierte am 17. September 2016. Da die Serie sehr gut ankam, beschlossen die Produzenten, eine dritte Staffel zu produzieren, die seit dem 8. Juli 2017 in Amerika läuft. Im November 2017 gab Nickelodeon die Einstellung der Serie nach der dritten Staffel bekannt.

## Handlung
Der Rockmusiker und Eisverkäufer Dewey Finn nimmt an einer Middle School in Austin eine Stelle als Aushilfslehrer an, obwohl er dafür nicht ausgebildet ist. Nachdem er die Schüler beim klassischen Musikunterricht sieht, stattet er sie mit modernen Instrumenten einer Rockband aus und erklärt ihnen auf musikalische Weise ein Gedicht von William Shakespeare. Die Klasse stellt danach fest, dass Mr. Finn kein „echter“ Lehrer ist, verrät ihn aber nicht, weil sie mit ihm eine richtige Rockband werden und in der Folge den Bandwettbewerb „Battle of the Bands“ gewinnen will. Da die Rektorin nichts davon mitbekommen darf, finden die Proben im Geheimen statt. In der Folge werden die Hürden bis zum Wettbewerb geschildert: passende Sängerin und Bandnamen finden, Vorauswahl erreichen, Startgeld zusammenbekommen und interne Streitereien. Schließlich schaffen sie es als Band „School of Rock“ zum Wettbewerb, werden aber von den Konkurrenten „Night Lizards“, die ihnen zuvor den Song gestohlen haben, beim schnellen Einstudieren eines neuen Songs am Dach ausgesperrt. Obwohl sie nicht zeitgerecht auf der Bühne erscheinen können, gewinnt „School of Rock“ den Wettbewerb mit einer Coverversion von „Shut Up + Dance“ von Walk the Moon, weil die Jury ihre Darbietung am Dach hört und wertet.

## Figuren
Tomika ist ein 12-jähriges Mädchen und die beste Freundin von Summer. Sie ist die Bandleaderin und spielt E-Bass.
Summer ist ein 12-jähriges Mädchen und die beste Freundin von Tomika. Sie spielt Tamburin und ist in Freddy verliebt, wobei Freddy es nicht merkt. Sie versucht sich als Song-Schreiberin, hat aber keinen Erfolg. Schließlich findet sie ihre Qualitäten als Managerin der Band.
Freddy ist ein 12-jähriger Junge und der Beliebteste der Klasse. Er spielt Schlagzeug.
Zack ist ein 12-jähriger chinesisch-stämmiger Junge und hängt oft mit Freddy und Lawrence rum. Er spielt E-Gitarre. Sein Vater ist sehr streng und will, dass er nur klassische Gitarre spielt. Er ist der beste Freund von Lawrence.
Lawrence ist ein 12-jähriger Junge mit Brille, der mit Freddy und Zack befreundet ist. Er ist der Schlauste in der Klasse und spielt Keyboard. Wenn er nervös ist, sagt er so manche verrückte Sachen. Er ist Zacks bester Freund.
Mr. Finn ist der coole Lehrer der Klasse, in Wirklichkeit aber gar kein richtiger Lehrer. Er hat schon mehrere gescheiterte Bandprojekte hinter sich und spielt E-Gitarre. Er möchte mit Tomika, Summer, Freddy, Zack und Lawrence die beste Band beim „Battle of the Bands“ werden. Ab Staffel 2 ist er jetzt offiziell der fester Lehrer von Tomika, Summer, Freddy, Lawrence und Zack.
Mrs. Mullins ist die Rektorin der Schule und weiß nicht, dass Mr. Finn kein echter Lehrer ist.
Justin ist der Sänger und der Anführer der Night Lizard. Er forderte die Band von Mr. Finn heraus, wer die beste Band ist.
Mrs. Calpakis ist die eigentliche Lehrerin der Klasse. Nachdem sie sich die Hüfte beim Skateboard fahren gebrochen hat, übernahm Mr. Finn ihre Arbeit. In der 2. Staffel kehrt sie wieder zurück. Doch in der Folge Veränderungen unterrichtet sie jetzt die andere Klasse.
Clark O’Shannon ist ein Student an der Schule. Er ist der Fluraufseher der Schule und Mrs. Mullins rechte Hand.
Kale ist eine neue Schülerin an der Schule. Sie ist ein einfühlsames und ehrliches Mädchen. Sie hat ein großes Herz und kümmert sich sehr um viele verschiedene Dinge, was sich in ihrer leidenschaftliche Liebe zur Natur ausdrückt. In der Folge Das "School of Rock" Geheimnis weiß Kale, dass Tomika, Summer, Freddie, Zach, Lawrence und Mr. Finn die Band School of Rock sind. Sie war mal kurzzeitig mit Freddie zusammen.

## Besetzung und Synchronisation
| Rolle               | Darsteller      | Synchronsprecher |
| ------------------- | --------------- | ---------------- |
| Tomika              | Breanna Yde     | Emily Seubert    |
| Summer              | Jade Pettyjohn  | Liza Ohm         |
| Lawrence            | Aidan Miner     | Piet Nowatzky    |
| Freddy              | Ricardo Hurtado | Flemming Stein   |
| Zack                | Lance Lim       | Lino Böttcher    |
| Dewey Finn          | Tony Cavalero   | Fabian Harloff   |
| Mrs. Mullins        | Jama Williamson | Katrin Decker    |
| Justin              | Kendall Schmidt | Robert Kotulla   |
| Colin               | Pete Wentz      | Patrick Bach     |
| Kale                | Brec Bassinger  | Lisa May         |
| Asher               | Will Kindrachuk |                  |
| Clark O’Shannon     | Ivan Mallon     |                  |
| Julian              | Augie Isaac     | Felix Strüven    |
| Mrs. Calpakis       | Vernee Watson   |                  |
| Randall             | Cleo Berry      | Daniel Welbat    |
| Esme                | Haley Powell    | Selina Böttcher  |
| David Kwan          | James Kyson Lee | Martin May       |
| Prinzessin Oliviana | Kira Kosarin    | Julia Fölster    |
| Trey                | Lucas Adams     | Johannes Semm    |
| Gary                | Dan Martin      | Tim Grobe        |

## Episodenliste
| Staffel | Episodenanzahl | Erstausstrahlung USA | Erstausstrahlung USA | Deutschsprachige Erstausstrahlung | Deutschsprachige Erstausstrahlung |
| Staffel | Episodenanzahl | Staffelpremiere      | Staffelfinale        | Staffelpremiere                   | Staffelfinale                     |
| ------- | -------------- | -------------------- | -------------------- | --------------------------------- | --------------------------------- |
| 1       | 12             | 12. März 2016        | 18. Juni 2016        | 12. September 2016                | 26. September 2016                |
| 2       | 13             | 17. September 2016   | 28. Januar 2017      | 6. Mai 2017                       | 18. September 2017                |
| 3       | 20             | 8. Juli 2017         | 8. April 2018        | 16. April 2018                    | 14. September 2018                |

### Staffel 1
| Nr. (ges.) | Nr. (St.) | Deutscher Titel         | Originaltitel                          | Erstausstrahlung USA | Deutschsprachige Erstausstrahlung (D) | Regie                | Drehbuch                                  | Prod. Code |
| ---------- | --------- | ----------------------- | -------------------------------------- | -------------------- | ------------------------------------- | -------------------- | ----------------------------------------- | ---------- |
| 1          | 1         | Der coole Mr. Finn      | Come Together                          | 12. März 2016        | 12. Sep. 2016                         | Jonathan Judge       | Jim Armogida, Steve Armogida & Mike White | 112        |
| 2          | 2         | Sängerin gesucht        | Cover Me                               | 19. März 2016        | 12. Sep. 2016                         | Jonathan Judge       | Gigi McCreery & Perry Rein                | 102        |
| 3          | 3         | Schreib mit dem Herzen  | Video Killed The Speed Debate Star     | 26. März 2016        | 13. Sep. 2016                         | Bruce Leddy          | Jeremy Hall                               | 104        |
| 4          | 4         | Kamera aus!             | The Story Of Us (But More About Me)    | 2. Apr. 2016         | 14. Sep. 2016                         | Bruce Leddy          | Eric Friedman                             | 103        |
| 5          | 5         | Die Punk-Revolution     | We’re Not Gonna Take It                | 9. Apr. 2016         | 15. Sep. 2016                         | Trevor Kirschner     | Laurie Parres                             | 105        |
| 6          | 6         | Band ohne Namen         | A Band With No Name                    | 16. Apr. 2016        | 16. Sep. 2016                         | Michael Shea         | Kevin Jakubowski                          | 106        |
| 7          | 7         | Die Bassgrimasse        | We Can Be Heroes, Sort Of              | 23. Apr. 2016        | 20. Sep. 2016                         | Savage Steve Holland | Jay Kogen                                 | 108        |
| 8          | 8         | Gehen oder bleiben      | Should I Stay Or Should I Go?          | 30. Apr. 2016        | 19. Sep. 2016                         | Sean Lambert         | Gigi McCreery & Perry Rein                | 107        |
| 9          | 9         | Die Sache mit dem Geld  | Money (That’s What I Want)             | 7. Mai 2016          | 22. Sep. 2016                         | Trevor Kirschner     | Gigi McCreery & Perry Rein                | 110        |
| 10         | 10        | Die Party               | Freddy Fights For His Right To Party   | 4. Juni 2016         | 21. Sep. 2016                         | Jay Kogen            | Jeremy Hall                               | 109        |
| 11         | 11        | Die Urzeitband          | (Really Really) Old Time Rock And Roll | 11. Juni 2016        | 23. Sep. 2016                         | Jonathan Judge       | Eric Friedman                             | 111        |
| 12         | 12        | Wir sind die Champions! | We Are The Champions … Maybe           | 18. Juni 2016        | 26. Sep. 2016                         | Trevor Kirschner     | Jay Kogen                                 | 113        |

### Staffel 2
| Nr. (ges.) | Nr. (St.) | Deutscher Titel              | Originaltitel                    | Erstausstrahlung USA | Deutschsprachige Erstausstrahlung (D) | Regie              | Drehbuch                                 | Prod. Code |
| ---------- | --------- | ---------------------------- | -------------------------------- | -------------------- | ------------------------------------- | ------------------ | ---------------------------------------- | ---------- |
| 13         | 1         | Veränderungen                | Changes                          | 17. Sep. 2016        | 4. Sep. 2017                          | Trevor Kirschner   | Jim Armogida & Steve Armogida            | 201        |
| 14         | 2         | Schrankpartner gesucht       | Wouldn’t It Be Nice              | 24. Sep. 2016        | 5. Sep. 2017                          | Trevor Kirschner   | Jay Kogen                                | 202        |
| 15         | 3         | Aufnahme läuft               | With or Without You              | 1. Okt. 2016         | 6. Sep. 2017                          | Jody Margolin Hahn | Sarah Jane Cunningham & Suzie V. Freeman | 203        |
| 16         | 4         | Die geheime Geheimband       | Brilliant Disguise               | 8. Okt. 2016         | 7. Sep. 2017                          | Trevor Kirschner   | Steve Skrovan                            | 204        |
| 17         | 5         | Ein (Alb)traum wird wahr     | I Put a Spell on You             | 15. Okt. 2016        | 6. Mai 2017                           | Jonathan Judge     | Lindsay Golder                           | 208        |
| 18         | 6         | Süßes oder Mullins!          | Welcome to My Nightmare          | 22. Okt. 2016        | 9. Sep. 2017                          | Trevor Kirschner   | Alison Flierl & Scott Chernoff           | 210        |
| 19         | 7         | Rattenalarm                  | Truckin’                         | 5. Nov. 2016         | 11. Sep. 2017                         | Trevor Kirschner   | Jeremy Hall                              | 209        |
| 20         | 8         | Süßer der Freddy nie klinget | Voices Carry                     | 12. Nov. 2016        | 14. Sep. 2017                         | Eric Dean Seaton   | Jeremy Hall                              | 207        |
| 21         | 9         | Alles Liebe                  | Is She Really Going Out With Him | 19. Nov. 2016        | 12. Sep. 2017                         | Jonathan Judge     | Harry Hannigan                           | 206        |
| 22         | 10        | Die Mondfinsternis           | Total Eclipse of the Heart       | 7. Jan. 2017         | 13. Sep. 2017                         | Jay Kogen          | Corinne Marshall                         | 211        |
| 23         | 11        | Ein Chef zum Vergraulen      | Takin’ Care of Business          | 14. Jan. 2017        | 15. Sep. 2017                         | Jonathan Judge     | Scott Chernoff & Alison Flierl           | 205        |
| 24         | 12        | Verlieben verboten           | Don’t Let Me Be Misunderstood    | 21. Jan. 2017        | 16. Sep. 2017                         | Trevor Kirschner   | Jay Kogen                                | 212        |
| 25         | 13        | Glaub daran!                 | Don’t Stop Believin’             | 28. Jan. 2017        | 18. Sep. 2017                         | Jonathan Judge     | Steve Armogida & Jim Armogida            | 213        |

### Staffel 3
| Nr. (ges.) | Nr. (St.) | Deutscher Titel                      | Originaltitel                            | Erstausstrahlung USA | Deutschsprachige Erstausstrahlung (D) | Regie            | Drehbuch                                 | Prod. Code |
| ---------- | --------- | ------------------------------------ | ---------------------------------------- | -------------------- | ------------------------------------- | ---------------- | ---------------------------------------- | ---------- |
| 26         | 1         | Freddy muss bleiben!                 | Hold on Loosely                          | 8. Juli 2017         | 16. Apr. 2018                         | Jonathan Judge   | Jim Armogida & Steve Armogida            | 301        |
| 27         | 2         | Das "School of Rock" Geheimnis       | Do You Want to Know a Secret             | 15. Juli 2017        | 17. Apr. 2018                         | Eric Dean Seaton | Suzie V. Freeman & Sarah Jane Cunningham | 302        |
| 28         | 3         | Das Musikvideo                       | True Colors                              | 22. Juli 2017        | 18. Apr. 2018                         | Victor Gonzalez  | Steve Skrovan                            | 303        |
| 29         | 4         | Eine Band voller Anführer            | Leader of the Band                       | 29. Juli 2017        | 19. Apr. 2018                         | Trevor Kirschner | Jeremy Hall                              | 305        |
| 30         | 5         | Gute Summer, böse Summer             | The Other Side of Summer                 | 5. Aug. 2017         | 25. Apr. 2018                         | Victor Gonzalez  | Jay Kogen                                | 307        |
| 31         | 6         | Die Arbeit ruft!                     | Minimum Wage                             | 12. Aug. 2017        | 30. Apr. 2018                         | Jay Kogen        | Clay Lapari                              | 309        |
| 32         | 7         | Das Comicverbot                      | Heroes & Villains                        | 18. Nov. 2017        | —                                     | Trevor Kirschner | Harry Hannigan                           | 304        |
| 33         | 8         | Es weihnachtet schwer                | Jingle Bell Rock                         | 3. Dez. 2017         | 25. Dez. 2018                         | Jonathan Judge   | Suzie V. Freeman & Sarah Jane Cunningham | 315        |
| 34         | 9         | Kool Thing                           | Kool Thing                               | 7. Jan. 2018         | 4. Sep. 2018                          | Victor Gonzalez  | Sarah Jane Cunningham & Suzie V. Freeman | 311        |
| 35         | 10        | Die Wahrheit tut weh                 | Would I Lie to You?                      | 14. Jan. 2018        | 26. Apr. 2018                         | Katy Garretson   | Alison Flierl & Scott Chernoff           | 308        |
| 36         | 11        | Hundeliebe                           | Puppy Love                               | 21. Jan. 2018        | 24. Apr. 2018                         | Katy Garretson   | Scott Chernoff & Alison Flierl           | 306        |
| 37         | 12        | Der Fluch von Alamo                  | Love is a Battlefield                    | 28. Jan. 2018        | 5. Sep. 2018                          | Trevor Kirschner | Harry Hannigan                           | 312        |
| 38         | 13        | Vertrauenssache                      | A Matter of Trust                        | 11. Feb. 2018        | 3. Sep. 2018                          | Katy Garretson   | Steve Skrovan                            | 310        |
| 39         | 14        | (K)eine Schale zum Vergessen         | Don’t Know What You Got (‘Til It’s Gone) | 18. Feb. 2018        | 7. Sep. 2018                          | Tony Cavalero    | Shawn Simmons                            | 314        |
| 40         | 15        | Keine Angst                          | Not Afraid                               | 25. Feb. 2018        | 13. Sep. 2018                         | Steve Armogida   | Jeremy Hall                              | 319        |
| 41         | 16        | Überraschung!                        | Surprise, Surprise                       | 4. März 2018         | 6. Sep. 2018                          | Jay Kogen        | Jeremy Hall                              | 313        |
| 42         | 17        | Rettet den Eisladen!                 | We Gotta Get Out Of This Place           | 11. März 2018        | 10. Sep. 2018                         | Jonathan Judge   | Shawn Simmons                            | 316        |
| 43         | 18        | Ein Bild sagt mehr als tausend Worte | Photograph                               | 18. März 2018        | 14. Sep. 2018                         | Jim Armogida     | Jay Kogen                                | 320        |
| 44         | 19        | Liebe und Rock ’n Roll (1)           | I Love Rock & Roll: Part 1               | 1. Apr. 2018         | 11. Sep. 2018                         | Trevor Kirschner | Steve Armogida & Jim Armogida            | 317        |
| 45         | 20        | Liebe und Rock ’n Roll (2)           | I Love Rock & Roll: Part 2               | 8. Apr. 2018         | 12. Sep. 2018                         | Trevor Kirschner | Steve Armogida & Jim Armogida            | 318        |